# 로렌스 셔
로렌스 셔(Lawrence Sher, 1970년 2월 4일~)는 미국의 촬영 감독이자 영화 감독이다. 《가든 스테이트》, 《독재자》, 행오버 시리즈와 같은 코미디 영화 촬영으로 가장 잘 알려져 있으며, 감독 토드 필립스 및 잭 브래프와 자주 협업한다. 로렌스는 2017년 12월 22일 워너 브라더스에서 대대적으로 극장 개봉한 《파더 피거》로 감독으로서 데뷔했다. 영화. 그는 필립스가 감독한 2019년 영화 《조커》로 아카데미상과 BAFTA 최우수 촬영상 후보에 올랐다.

## 생애와 경력
유대인 가정에서 태어난 로렌스는 뉴저지주 티넥에서 자라 1988년 티넥 고등학교를 졸업했다. 그의 아버지 폴은 뉴욕대학교 의학 센터의 의사였고, 어머니 조안은 퀸스의 렉싱턴 청각 장애인 학교에서 교사로 근무하고 있었다. 로렌스는 고등학교에서 파리로 수학여행을 떠날 때, 35mm 카메라를 가져가라는 아버지의 말을 계기로 촬영에 입문했다. 로렌스는 티넥과 줄곧 이어져 있었으며, 《가든 스테이트》 촬영 중에는 그곳에 있는 그의 이모 집 지하실에 머물렀다. 그는 자신의 고향인 티넥과 그 다양성에 대해 큰 자부심을 표현하며 이렇게 회고했다. "다양한 사람들과 많은 시간을 보냈다. 티넥은 뉴저지 교외에 있어도 전혀 획일화되지 않았다."
그는 웨슬리언 대학교에 다니며, 처음에는 (훗날 비뇨기과 의사가 되는) 일란성 쌍둥이 형제 앤디처럼 의료계에 진학할 생각이었다. 영화의 역사 과정을 수강한 후 로렌스는 영화에 관심을 갖게 되었다. 그는 "나는 깨어 있는 모든 순간을 영화와 촬영법에 대해 배우는 데 보내고 싶었다"고 회상했다. 로렌스는 경제학을 전공하기로 하고 1992년 웨슬리안을 졸업했다.
대학 졸업 후, 로렌스는 로스앤젤레스로 이사하자마자 즉시 영화계 경력을 쌓았다. 그는 촬영 감독이 되기 전, 비디오 촬영 조명팀 팀장과 광고 보조로 시작했다. 로렌스의 첫 번째 주요 작품은 2001년 영화 《이브의 아름다운 키스》이다. 그는 2004년 영화 《가든 스테이트》로 성공을 거두었다. 《더 할리우드 리포터》의 듀안 바이어즈는 2004년 선댄스 영화제에 대한 리뷰에서, 로렌스의 작품은 "인물의 심리적 상태에 대한 통찰"이라고 평가했다. 로렌스는 스티브 커렐과 쥘리에트 비노슈가 주연을 맡은 2007년 영화 《댄 인 러브》와 2009년 개봉한 《알러뷰 맨》에서 폴 러드와 작업했다. 로렌스는 감독을 꿈꿨지만 "아직 촬영 감독으로서 모든 목표를 달성하지 못했다고 생각한다"며 미루었다.
2009년 영화 《행오버》의 촬영 감독이 된 로렌스는 영화 초반에 주인공들이 호텔 옥상에서 전형적인 라스베가스 스트립을 내려다보는 장면을 보여 준 방법을 설명했다. 로렌스는 실제 사건이 벌어지는 호텔 뒤의 장면을 촬영하여, 인물이 다음날 아침에 눈을 뜨고 보니 라스베가스에 있게 되었음을 부각시키려 했다고 밝혔다. 배우 브래들리 쿠퍼는 영화 속 코미디에 힘을 싣는 로렌스의 시각을 칭찬하며, "안목 있고 에너지가 넘치며, 무엇이 재미있는 것인지 잘 안다"고 말했다. 그리고는 "코미디를 찍을 수조차 없는 사람들도 많다. 하지만 래리(로렌스)는 자신이 뭘 하는지 정확히 안다"고 덧붙였다.
잭 브래프가 킥스타터에서 거둔 성과로, 로렌스는 브래프의 2014년 개봉된 《위시 아이 워즈 히어》 작업을 했다.
2020년 1월, 로렌스는 영화 《조커》로 아카데미 최우수 촬영상 후보에 올랐지만 《1917》을 찍은 로저 디킨스에게 패했다.

## 개인사
2019년 기준, 로렌스는 캘리포니아의 로스앤젤레스에서 아내 헤마 파텔, 13살된 아들 맥스, 딸 마틸다와 살고 있다. 1998년부터 2017년까지는 제시카 아로노프와 부부 사이였다.

## 필모그래피
| </img> | 미개봉 영화 |

### 촬영감독
| 년도   | 제목                        | 감독              | 노트 |
| ------ | --------------------------- | ----------------- | --- |
| 1995년 | 캡틴 잭                     | 스콧 와이퍼       | |
| 1997년 | Courting Courtney           | 폴 타란티노       | |
| 2000년 | 베터 웨이 투 다이           | 스콧 와이퍼       | |
| 2001년 | 이브의 아름다운 키스        | 찰스 허먼웜펠트   | |
| 2002년 | 에멧의 마크                 | 키스 스나이더     | |
| 2004년 | 가든 스테이트               | 잭 브래프         | |
| 2004년 | 클럽 드레드                 | 제이 챈드라세카   | |
| 2005년 | 춤스크러버                  | 아리 포신         | |
| 2005년 | 해저드 마을의 듀크 가족     | 제이 찬드라세카르 | |
| 2006년 | 그릴드                      | 제이슨 엔슬러     | |
| 2007년 | 댄 인 러브                  | 피터 헤지스       | |
| 2008년 | 프로모션                    | 스티븐 콘래드     | |
| 2009년 | 알러뷰 맨                   | 존 햄버그         | |
| 2009년 | 행오버                      | 토드 필립스       | Phillips와의 6개 중 1번째 콜라보레이션 |
| 2010년 | 듀 데이트                   | 토드 필립스       | |
| 2011년 | 행오버 2                    | 토드 필립스       | |
| 2011년 | 더 빅 이어                  | 데이비드 프랭클   | |
| 2011년 | 황당한 외계인: 폴           | 그렉 모톨라       | |
| 2012년 | 독재자                      | 래리 찰스         | |
| 2013년 | 행 오버 3                   | 토드 필립스       | |
| 2014년 | 위시 아이 워즈 히어         | 잭 브라프         | |
| 2016년 | 워 독                       | 토드 필립스       | |
| 2019년 | 고지라: 킹 오브 더 몬스터즈 | 마이클 도허티     | |
| 2019년 | 조커                        | 토드 필립스       | 카메리마주 황금 개구리 카메라이미지 관객상 후보- 아카데미 최우수 촬영상 후보 - BAFTA 최우수 촬영상 후보- ASC Award for Outstanding Achievement of Cinematography 후보 - 크리틱스 초이스 영화상 최우수 촬영상 후보 - 휴스턴 영화 비평가 협회 최우수 촬영상 후보- 위성상 최우수 촬영상 후보 - 세인트루이스 게이트웨이 영화 비평가 협회 최우수 촬영상 |
| 2020년 | 딸                          | 테오도르 멜피     | 단편 영화 |
| 2021년 | 릴리와 찌르레기             | 테오도르 멜피     | |
| 2022년 | 블랙 아담                   | 자우메 코예트세라 | 후반 작업 |

#### 촬영 크레딧
| 년도   | 제목                      | 감독            | 도피.               | 노트 |
| ------ | ------------------------- | --------------- | ------------------- | ---- |
| 1998년 | 자손                      | 브라이언 유즈나 | 제임스 호킨슨       |      |
| 2013년 | 월터의 상상은 현실이 된다 | 벤 스틸러       | 스튜어트 드라이버그 |      |
| 2014년 | 고질라                    | 가레스 에드워즈 | 시무스 맥가비       |      |
| 2015년 | 알로하                    | 카메론 크로우   | 에릭 고티에         |      |

### 감독
| 년도   | 제목          | 노트 |
| ------ | ------------- | ---- |
| 2017년 | 파더 피거스   |      |
| 2021년 | 러더퍼드 폴스 | 3화  |